# Departamento Doce de Octubre
Doce de octubre es un departamento en la provincia del Chaco, Argentina.

## Historia
Fue creado el 1 de julio de 1953, mediante la Ley Provincial N.º 6. Esta norma estableció 24 divisiones administrativas en la entonces recientemente creada provincia Presidente Perón, actual provincia del Chaco. Al momento de su creación, el departamento Doce de Octubre fue llamado «Partido 12 de Abril».
En diciembre de 1992 se promulgó la Ley provincial 3814 que creaba el departamento 2 de Abril. Esta nueva unidad se estableció con parte de la superficie de los departamentos Doce de Octubre y Fray Justo Santa María de Oro.

## Límites
El departamento limita al norte con el departamento Chacabuco, al este con el de Mayor Luis Fontana, al sur con los de Fray Justo Santa María de Oro y Dos de Abril y al oeste con la provincia de Santiago del Estero.

## Demografía
Cuenta con 23 222 habitantes (Indec, 2022), lo que representa un incremento promedio anual del 0.36% frente a los 22 281 habitantes (Indec, 2010) del censo anterior. La mediana de edad se estableció en 28 años.
| Gráfica de evolución demográfica de Departamento Doce de Octubre entre 2001 y 2022 |
|                                                                                    |
| Fuente: censos nacionales del INDEC                                                |

## Localidades
La mayor parte de la población se concentra en la ciudad cabecera y en la ciudad de Gancedo. El resto de la población se distribuye en pequeñas localidades de carácter rural o se encuentra dispersa.
| Cabecera (Población 2010)    | Ciudades (Población 2010) | Localidades (Población 2010)                                                            |
| ---------------------------- | ------------------------- | --------------------------------------------------------------------------------------- |
| General Pinedo (13 042 hab.) | - Gancedo (4284 hab.)     | - General Capdevila (405 hab.) - Mesón de Fierro (423 hab.) - Pampa Landriel (333 hab.) |

## Economía
La economía del departamento Doce de Octubre se basa en el sector primario. Junto con otros departamentos del centro-oeste de la provincia integra una región conocida como «Domo Agrícola», caracterizada por la producción agrícola. 
Junto con el sur del departamento Almirante Brown y los departamentos 9 de Julio, Chacabuco, 2 de Abril y General Belgrano conforma un área que concentra el 61% de la superficie en producción de la provincia.
En Doce de Octubre se encuentra el parque solar fotovoltaico La Corzuela, de 15 MW de potencia, desarrollado por MSU Argentina. En enero de 2025, el Ente Nacional Regulador de la Electricidad autorizó la conexión al Sistema Argentino de Interconexión (SADI) en calidad de prestador adicional.

## Turismo
Un acontecimiento importante para la región es la Fiesta Provincial de la Soja, que se celebra en General Pinedo. Al Sur de Gancedo está Campo del Cielo con rastros de la lluvia de meteoritos.